# (31919) Carragher
2000 GC69 (asteroide 31919) é um asteroide da cintura principal. Possui uma excentricidade de 0.15927380 e uma inclinação de 1.81098º.
Este asteroide foi descoberto no dia 5 de abril de 2000, por LINEAR em Socorro.